# Chrysillis
"Chrysillis" er en dansk sang skrevet som digt af Thomas Kingo. Den er mest kendt på sin sangform med melodi der findes i "Allerhand Oden und Lieder" fra 1636, skrevet af Gabriel Voigtländer. På sin oprindelige digtform er "Chrysillis" på 16 vers, men på sangform er den kun på to vers.

## Historie
Omkring 1668 skulle Thomas Kingo overtage et embede og en præstegård efter en præst, der var død af alderdom. Det betød, at han efter traditionen skulle gifte sig med præstens enke. Ofte var det gamle kvinder, som de unge præster skulle overtage; men i Kingos tilfælde var enken, Sille Balkenborg, utrolig smuk og ung. Den unge Kingo blev forelsket på stedet og skrev sangen til sin Chrysillis. (Chrysillis er græsk for "den lille gyldne" af chrysos, guld). Kingo og Balkenborg giftede sig i 1669, men hun døde ulykkeligvis allerede i 1670.

## Melodien med Kingos tekst
Den kendte melodi til Kingos tekst er ikke bevaret i en samtidig udgave. Den findes imidlertid i flere senere håndskrifter, og det viser dens store popularitet. Det er ikke mange andre visemelodier til barokdigte, der er bevaret i mere end højst et par afskrifter, så Chrysillis er unik. Melodien og teksten blev første gang trykt sammen i Rasmus Nyerup og Poul Rasmussens samling Danske Viser fra Midten af 16. til Midten af 18. Århundrede II (1821). Både tekst og melodi har stort set beholdt deres popularitet lige siden Kingos dage; et særsyn for et barokdigt.